# Marshall County, Illinois
Marshall County är ett administrativt område i delstaten Illinois, USA, med 12 640 invånare. Den administrativa huvudorten (county seat) är Lacon.

## Geografi
Enligt United States Census Bureau har countyt en total area på 1 032 km². 1 000 km² av den arean är land och 32 km² är vatten.

### Angränsande countyn
- Putnam County - nord
- LaSalle County - öst
- Woodford County - syd
- Peoria County - sydväst
- Stark County - väst
- Bureau County - nordväst